# 샤움부르크군

샤움부르크군

샤움부르크군(Schaumburg)은 독일 니더작센주 동부 하노버 서쪽에 위치한 군이다. 총 인구는 160,636명이다.

## 같이 보기
- 숌버그